# Mirufens longifuniculata
Mirufens longifuniculata är en stekelart som beskrevs av Gennaro Viggiani och Hayat 1974. Mirufens longifuniculata ingår i släktet Mirufens och familjen hårstrimsteklar. Inga underarter finns listade i Catalogue of Life.